# 永田秀二
永田 秀二（ながた しゅうじ、1985年10月18日 - ）は、東京都出身の競艇選手（ボートレーサー）。
身長165 cm、体重56 kg。登録番号4430。東京支部に所属し、通算優勝12回・GI優勝1回。SG出場2回。

## 来歴
2014年2月5日の第8回マンスリーBOATRACE杯（多摩川競艇場）で初優勝。
2020年2月12日、第65回関東地区選手権（戸田競艇場）でG1初優勝。
2020年3月17日、第55回SGボートレースクラシック（平和島競艇場）でSG初出場。
2020年7月21日、第25回SGオーシャンカップ(鳴門競艇場)でSG通算2回目出場